# Pogonatherum
Погонатерум (Pogonatherum) — рід азійських та океанічних острівних рослин із родини злакових.

Однолітні й багаторічні безстеблові трави.

Листя зелене, злегка гофроване. Квітки одиночні або утворюють зонтичні суцвіття, із простими або махровими віночками, широко відкриті.

Квітки різних відтінків: білі, жовті, червоні, фіолетові або сині, з яскравою серцевиною, двоколірними пелюстками, зі сріблистим нальотом.

## Види
- Pogonatherum biaristatum S.L.Chen & G.Y.Sheng — Хайнань
- Pogonatherum crinitum (Thunb.) Kunth — Індійський субконтинент, Китай, Японія, Південносхідна Азія, Папуа, Маріанські острови, Мадагаскар
- Pogonatherum paniceum (Lam.) Hack. — Саудівська Аравія, Індійський субконтинент, Китай, Південносхідна Азія, Папуа
- Pogonatherum rufobarbatum Griff. — Ассам